# Jaume Mateu i Giral
Jaume Mateu i Giral (Vallfogona de Balaguer, Noguera, 5 d'octubre de 1948 - el Masnou, Maresme, 21 de gener del 2024) fou un historiador i geògraf.
De jove havia destacat com a futbolista als equips de base del Club de Futbol Balaguer. El 1963 va ser captat pel Barça, on va jugar quatre temporades en les categories de promoció abans de fitxar pel Manresa. Va pertànyer després a l’Agrupació Barça Jugadors, el veterans del club blaugrana.
Va ser doctor en Geografia, professor emèrit de la Universitat de Barcelona i diplomat en Ciències de l'educació. Una de les seves línies principals de recerca era l’àrea regada dels canals d'Urgell. També va estudiar a fons la història del seu poble natal.
Va publicar el llibre Història de Vallfogona de Balaguer. Entre les altres obres que va escriure destaca El castell del Remei. Terra, aigua i cultura del vi a la plana d’Urgell. També va escriure La vida econòmica de Lleida (1850-2005), El tresor dels Canals d'Urgell, Terra, i treball a les Garrigues i El procés d’especialització olivera, entre d'altres.